# 古賀茶屋駅
古賀茶屋駅（こがんちゃやえき）は、福岡県久留米市宮ノ陣町八丁島にある西日本鉄道（西鉄）甘木線の駅である。駅番号はA09。

## 歴史
- 1915年（大正4年）10月15日：三井電気軌道の駅として開業。
- 1924年（大正13年）6月30日：合併により九州鉄道三井線の駅となる。
- 1942年（昭和17年）
  - 9月19日：合併により九州電気軌道三井線の駅となる。
  - 9月22日：社名変更により西日本鉄道三井線の駅となる。
- 1948年（昭和23年）7月15日：路線名称変更により西日本鉄道甘木線の駅となる。
- 1967年（昭和42年）：駅舎改築。
- 2008年（平成20年）5月18日：ICカードnimoca供用開始。
- 2017年（平成29年）2月1日：駅ナンバリングを導入[1]。
- 2021年（令和3年）4月1日：駅集中管理システムの導入に伴い、終日無人化[2][3]。

## 駅構造
単式ホーム1面1線を持つ地上駅。かつては列車交換設備があり、昭和40年代に廃止されているが、廃止日は不明。簡単な駅舎がある。
| ホーム | 路線        | 方向 | 行先                       | 備考 |
| ------ | ----------- | ---- | -------------------------- | ---- |
| 1      | ■西鉄甘木線 | 下り | 甘木方面                   |      |
| 1      | ■西鉄甘木線 | 上り | 宮の陣・久留米・大牟田方面 |      |

## 利用状況
2022年度の1日平均乗降人員は531人である。各年度の1日平均乗車および乗降人員は下表のとおり。
| 年度               | 1日平均 乗車人員 | 1日平均 乗降人員 |
| ------------------ | ---------------- | ---------------- |
| 2007年             | 312              | 618              |
| 2008年             | 292              | 591              |
| 2009年             | 279              | 563              |
| 2010年             | 296              | 606              |
| 2011年             | 292              | 599              |
| 2012年             |                  | 617              |
| 2013年             | 318              | 647              |
| 2014年             | 296              | 603              |
| 2015年             | 273              | 555              |
| 2016年             | 274              | 577              |
| 2017年             | 255              | 548              |
| 2018年             | 249              | 533              |
| 2019年             | 243              | 519              |
| 2020年             |                  | 403              |
| 2021年             |                  | 418              |
| 2022年             |                  | 503              |
| 2023年（令和05年） |                  | 522              |
| 2024年（令和06年） |                  | 531              |

## 駅周辺
駅前にはのどかな田園地帯が広がる。駅から川を隔ててすぐ裏が旧北野町で、旧久留米市との境界である。
- よりみちバス「コスモス号」 古賀茶屋駅バス停

## 隣の駅
西日本鉄道
■甘木線
学校前駅 (A10) - 古賀茶屋駅 (A09) - 北野駅 (A08)